# Teatre romà d'Alcúdia
El teatre romà d'Alcúdia o teatre romà de Pol·lèntia fou un teatre romà construït a final del segle I dC als afores de la ciutat romana de Pol·lència (l'actual Alcúdia, a Mallorca). El teatre conserva restes dels tres elements bàsics: les grades (cavea), l'orquestra semicircular (dedicada a acollir els espectadors prominents) i l'escenari (scaena). Tenia un aforament d'aproximadament 2.500 espectadors. Té un diàmetre d'uns 35 a 40 metres.

## Descripció
Presenta la particularitat d'aprofitar un petit turó com feien els grecs i no construir-se mitjançant la superposició de voltes de formigó com feien els arquitectes romans. Tenia probablement un velum per preservar el públic del sol o de la pluja, que es fermaria als extrems alts de la graderia.
Conserva sis files de les grades i part dels seients més propers a l'escenari (anoments proedria), que tenen planta semicircular. Al teatre romà de Pol·lèntia la zona destinada al públic consta de tres parts: La més propera a l'escenari era la prima cavea, més amunt hi havia la media cavea i a la part superior del teatre la part anomenada summa cavea. Els espectadors que tenien un càrrec públic o eren militars seien normalment a la prima cavea. Els alts magistrats i notables sèien a l'orquestra, també conservada, una zona just devant de l'escenari, entre aquest i les grades, que als teatres grecs acollia el cor. En general, als teatres romans les diferents zones del públic corresponien a posicions socials diferentes, més poderoses com més a prop de l'escenari estiguessin.
El teatre grec d'Alcúdia conserva també l'escenari, que és de forma rectangular i del qual l'estructura, com les grades, aprofiten la roca del turó. Era una mica més elevat que l'orquestra. Consta d'un proscenium amb cinc forats per encaixar pilars de fusta. A la part posterior, aquest escenari segurament va tenir un mur de fusta, tot i que a altres teatres aquest scaena frons anava ricament decorada amb marbres, columnes i estàtues.

## Altres usos
Al teatre romà d'Alcúdia es van donar representacions teatrals del segle I dC al segle iii, quan aquest espai va perdre el seu valor i fou utilitzat com a necròpolis de Pol·lèntia. El cristianisme prenia vigor i prohibia el teatre arreu on obtenia poder. En aquesta època com a necròpolis s'hi van excavar tombes trapezoidals tant a l'escenari com a les grades.